# 赣榆经济开发区
赣榆经济开发区，全称“江苏省赣榆经济开发区”，是1993年由江苏省人民政府批准设立的省级经济开发区。下辖宋庄镇。由产业区、商务区、生态区、居住区、物流区和港区等六大功能板块组成。目前已开发建成14平方公里。